# Alexandru Graur

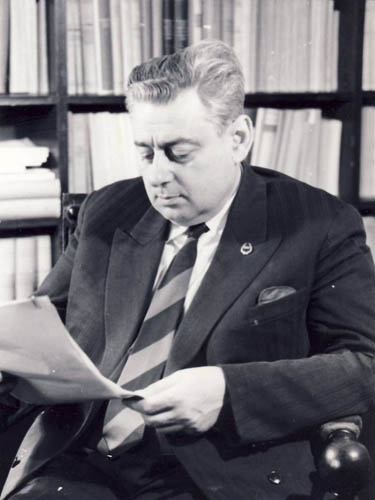
Alexandru Graur

Alexandru Graur  (* 9. Juli 1900 in Botoșani; † 9. Juli 1988 in Bukarest) war ein rumänischer Linguist, Latinist, Romanist und Rumänist.

## Leben und Werk
Graur studierte in Bukarest und ab 1924 in Paris. Er habilitierte sich an der Sorbonne mit den beiden Thèses Les Consonnes géminées en latin (Paris 1929) und Nom d‘agent et adjectif en roumain (Paris 1929). In den dreißiger Jahren wirkte er als Gymnasiallehrer in Bukarest. Von 1941 bis 1944 leitete er das von ihm (als Reaktion auf den Antisemitismus) gegründete Private Jüdische Gymnasium. Von 1946 bis 1964 besetzte er an der Universität Bukarest den Lehrstuhl für Klassische Philologie (von 1954 bis 1956 war er auch Dekan), von 1964 bis zu seiner Emeritierung 1970 den Lehrstuhl für Allgemeine Sprachwissenschaft.

Graur war ab 1955 ordentliches Mitglied der Rumänischen Akademie. Von 1955 bis 1974 leitete er deren Verlag. Von 1974 bis zu seinem Tod war er Vorsitzender ihrer Philologischen Abteilung. Er war verantwortlicher Herausgeber der Zeitschriften Studii clasice (1959–1988), Limba şi literatura  (1965–1970) und Limba română (1982–1988).

## Werke
- I et v en latin, Paris 1929
- Les mots tsiganes en roumain, Paris 1934
- Mélanges linguistiques, Paris 1936
- Coup d'œil sur la linguistique balkanique. In: Bulletin linguistique 4, 1936, S. 31–45.
- Încercare asupra fondului principal lexical al limbii române, Bukarest 1954
- Studii de lingvistică generală, Bukarest 1955, 1960
- (mit anderen) Limba romîna: fonetică, vocabular, gramatică, Bukarest 1956
- Fondul principal al limbii române, Bukarest 1957
- (mit anderen) Introducere în linguistică, Bukarest  1958, 1965, 1972
  - deutsch: Einführung in die Sprachwissenschaft, Berlin 1974.
- (mit Lucia Wald) Scurtă istorie a lingvisticii, Bukarest  1961, 1965, 1977 (Kurze Geschichte der Sprachwissenschaft)
- Evoluția limbii române. Privire sintetică, Bukarest 1963
  - englisch: A bird's-eye view of the evolution of the Rumanian language, Bukarest 1963;
  - italienisch: La lingua romena : profilo storico, Bukarest 1963.
- La langue roumaine. Esquisse historique, Bukarest 1963.
- Etimologii românești, Bukarest 1963
- La romanité du roumain, Bukarest 1965
  - englisch: The Romance Character of Romanian, Bukarest 1967.
- Limba latină, Bukarest 1965 (Istoria limbii romane  Bd. 1)
- Nume de persoane, Bukarest 1965
- Tendințele actuale ale limbii române, Bukarest 1968
- Scrieri de ieri și de azi, Bukarest 1970
- (mit Sorin Stati und Lucia Wald) Tratat de lingvistică generală, Bukarest 1971
- Puțină aritmetică, Bukarest  1971
- Nume de locuri, Bukarest 1972
- Lingvistica pe înțelesul tuturor, Bukarest 1972
- Gramatica azi, Bukarest 1973
- Mic tratat de ortografie, Bukarest 1974, 2009
- Alte etimologii românești, Bukarest 1975
- "Capcanele" limbii române, Bukarest 1976, 2009 (Schwierigkeiten der rumänischen Sprache)
- Dicţionar de cuvinte călătoare, Bukarest 1978
- Limba literară, Bukarest 1979
- Cuvinte înrudite, Bukarest 1980
- Dicţionar al greşelilor de limbǎ, Bukarest 1982, 2008
- Puţină gramatică, 2 Bde., Bukarest 1987–1988 (Kleine Grammatik)